# Monestier-de-Clermont
 Monestier-de-Clermont  es una población y comuna francesa, en la región de Ródano-Alpes, departamento de Isère, en el distrito de Grenoble y cantón de Monestier-de-Clermont.

## Demografía
| 905 | 787 | 726 | 736 | 905 | 921 |
| Para los censos de 1962 a 1999 la población legal corresponde a la población sin duplicidades (Fuente: INSEE [Consultar]) |     |     |     |     |     |